# Agathe Willems
Pour les articles homonymes, voir Willems (homonymie).
Agathe Willems née le 26 novembre 2001, est une joueuse belge de hockey sur gazon. Elle évolue au Racing et avec l'équipe nationale belge.

## Carrière
Elle a été appelée en 2021 pour concourir aux Ligues professionnelles 2020-2021 et 2021-2022 sans jouer le moindre match.